# Pygophora alemella
Pygophora alemella är en tvåvingeart som beskrevs av Seguy 1938. Pygophora alemella ingår i släktet Pygophora och familjen husflugor. Inga underarter finns listade i Catalogue of Life.